# Eiconaxius kimbla
Eiconaxius kimbla är en kräftdjursart som beskrevs av Brian Frederick Kensley 1996. Eiconaxius kimbla ingår i släktet Eiconaxius och familjen Axiidae. Inga underarter finns listade i Catalogue of Life.